# Gonaïves (arrondissement)
Gonaïves (Haïtiaans-Creools: Gonayiv) is een arrondissement van het Haïtiaanse departement Artibonite, met 453.000 inwoners. De postcodes van dit arrondissement beginnen met het getal 41.
Het arrondissement Gonaïves bestaat uit de volgende gemeenten:
- Gonaïves (hoofdplaats van het arrondissement)
- Ennery
- L'Estère